# Georg Friedrich av Preussen
Georg Friedrich Ferdinand av Preussen, (ty. Georg Friedrich Ferdinand Prinz von Preußen, Georg Friedrich von Preussen), född 10 juni 1976 i Bremen, Västtyskland, är son till Louis Ferdinand Prinz von Preussen (1944–1977) och Donata zu Castell-Rüdenhausen (1950-2015) och därmed barnbarns barnbarn till Vilhelm II, Tysklands siste kejsare och Preussens siste kung.

## Utbildning och yrke
Georg Friedrich har studerat vid Technische Universität Bergakademie Freiberg i Freiberg och är även reservofficer i tyska infanteriet i Bundeswehr. Han är ordförande för och hedersledamot av ett antal olika samfund med främst kulturhistorisk inriktning, särskilt kring förvaltandet av det historiska kungariket Preussens slott och kulturmiljöer.

## Familj
Prins Georg Friedrich är sedan 1994 överhuvud för huset Hohenzollern och av tyska monarkister ansedd som arvtagare (jfr. tronpretendent) till den sedan Tyska novemberrevolutionen 1918 avskaffade preussiska kungatronen respektive tyska kejsartronen. Han efterträdde i dessa roller sin farfar, prins Louis Ferdinand av Preussen, då hans far omkommit i en olycka före farfaderns bortgång.
Sedan 25 augusti 2011 är han gift med Sophie av Preussen, född Sophie av Isenburg 1978. Den följande kyrkliga ceremonin den 27 augusti i Friedenskirche i Potsdam TV-sändes av Rundfunk Berlin-Brandenburg.
Den 20 januari 2013 föddes parets tvillingsöner Carl Friedrich och Louis Ferdinand. De döptes i en ceremoni 22 juni 2013 på Burg Hohenzollern. Dottern Emma Marie föddes 2 april 2015 i Bremen. Familjen är bosatt i stadsdelen Babelsberg i Potsdam.

## Titlar
I enlighet med artikel 109 i Weimarrepublikens republikanska grundlag från 1919 omvandlades alla adels- och furstetitlar från det tyska Kejsardömet till en del av bärarnas namn; han tituleras därför officiellt Herr Georg Friedrich Prinz von Preußen i Tyskland.
Han har i en intervju från 2005 sagt sig varken ha eller eftersträva någon politisk roll.